# Стаффорд, Эдуард, 4-й барон Стаффорд
Эдуард Стаффорд (англ. Edward Stafford; 1572 — 16 сентября 1625) — английский аристократ, 4-й барон Стаффорд с 1603 года.

## Биография
Эдуард Стаффорд принадлежал к одному из самых знатных и влиятельных семейств Англии, представители которого заседали в парламенте с 1299 года, а по женской линии происходили от Плантагенетов. Однако с начала XVI века положение Стаффордов постоянно ухудшалось, а их владения сокращались. Эдуард, родившийся в семье 3-го барона Стаффорда и Мэри Стэнли, получил в наследство в 1603 году только замок Стаффорд с ближайшей округой. Показателем деградации семьи стал тот факт, что Эдуард женился на горничной своей матери — Изабель Форстер, дочери Томаса Форстера. Подобно отцу, он покровительствовал театральной труппе, которая путешествовала по Англии с гастролями по крайней мере до 1617 года.
Барон умер в 1625 году. Он пережил единственного сына, тоже Эдуарда (1602—1621), оставившего от брака с Энн Уилфорд дочь и сына. Последний, Генри (1621—1637), умер совсем юным, и с его смертью старшая ветвь Стаффордов угасла. Титул перешёл к Роджеру Стаффорду (двоюродному брату 4-го барона), но тот вскоре от него отказался по распоряжению короля из-за своей бедности. В 1640 году бароном Стаффордом стал Уильям Говард, муж внучки 4-го барона Мэри.